# Conky
Conkyは、X11向けのタスクマネージャーである。Conkyは高度な設定が可能で、CPU・メモリ・スワップ・ストレージ・温度・プロセス・ネットワークインタフェース・電源管理・システムメッセージ・電子メール・オーディオプレーヤー (MPD・Audaciousなど)・天気予報・ニュースなどの多くの情報を見ることができる。高水準のGUIツールキットを利用するシステムモニタとは異なり、ConkyはX11に直接描画する。これによりリソースの消費を抑えることができる。
ConkyはLinux Magazineにおいて「オープンソースの世界において最も有用なプログラムの1つであり、メンテナンスが適正に行われているものの1つでもある」と賞賛された。
Pinguy OSとCrunchBang Linuxではデフォルトでインストールされる。

## 歴史
ConkyはTorsmoからフォークしたプログラムである。Torsmoは軽量Linuxディストリビューションでは現在でも利用されている。例えば、Damn Small Linuxではデフォルトでインストールされる。Conkyという名称は、トレーラーパークボーイズに由来する。

## 使用方法
Conkyはシステムモニタとして使用することが適しているが、その他の多くの情報を表示することにも利用でき、Luaによって拡張することができる。ConkyはNokia N900のようなデバイスにも移植されており、GCCとX11が実装されているあらゆるシステムに移植することができる。多くのユーザがスクリプトの作成と配布を行い、Conkyのモジュール性と多様性を実証した。

## 実行例
デスクトップに時刻を表示するConkyの簡単な設定は以下の通りである。
```
update_interval 30

own_window yes
own_window_type desktop

use_xft yes
xftfont DejaVu Sans:size=14

alignment bottom_right

TEXT
${time %H:%M}

```

デフォルトの設定ファイルの場所は、$HOME/.conkyrcまたは${sysconfdir}/conky/conky.confである。殆どのシステムではsysconfdirは/etcであり、サンプルの設定ファイルはその配下に存在する (/etc/conky/conky.conf)。

## ギャラリー

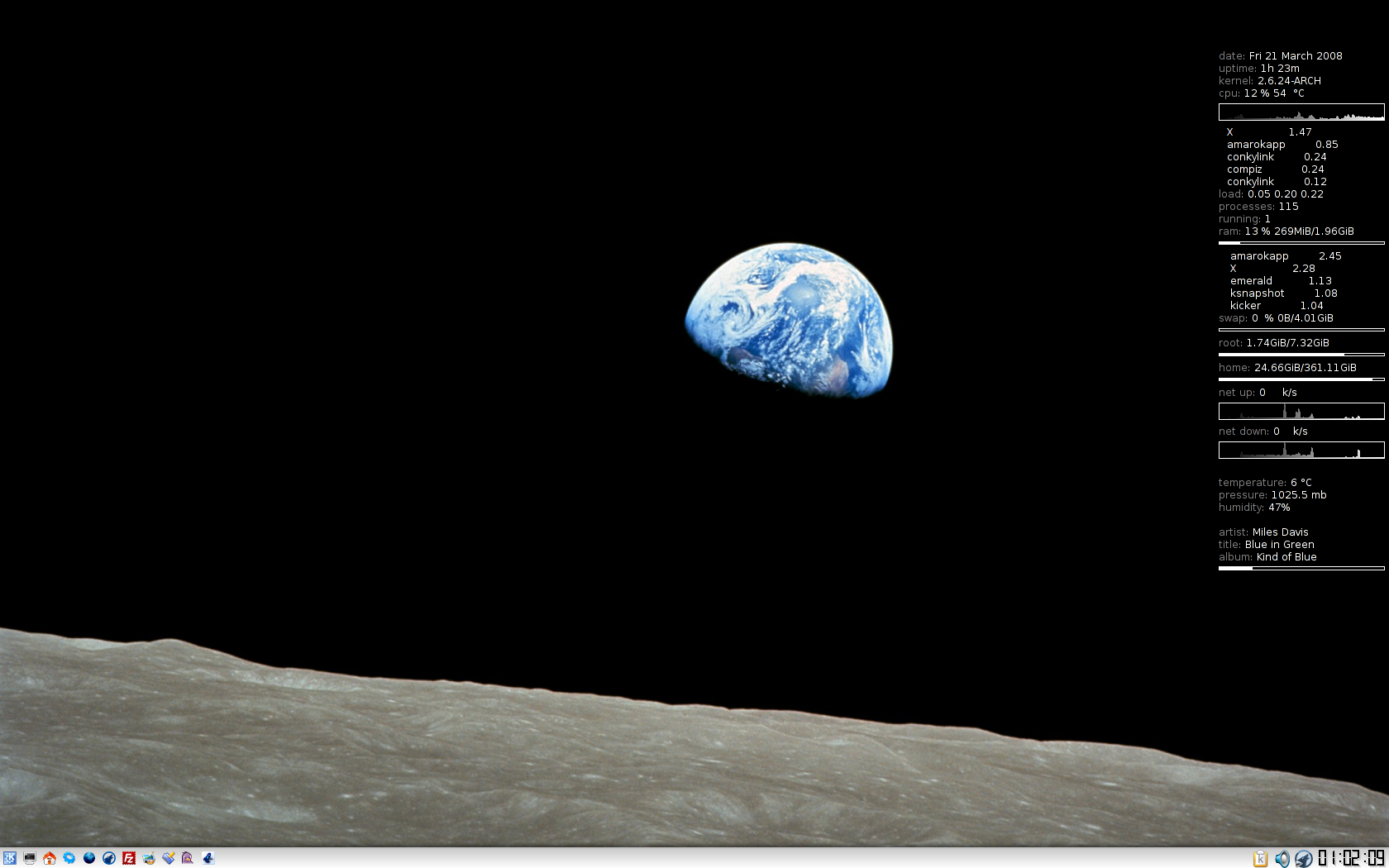
Arch Linuxで動作するConky
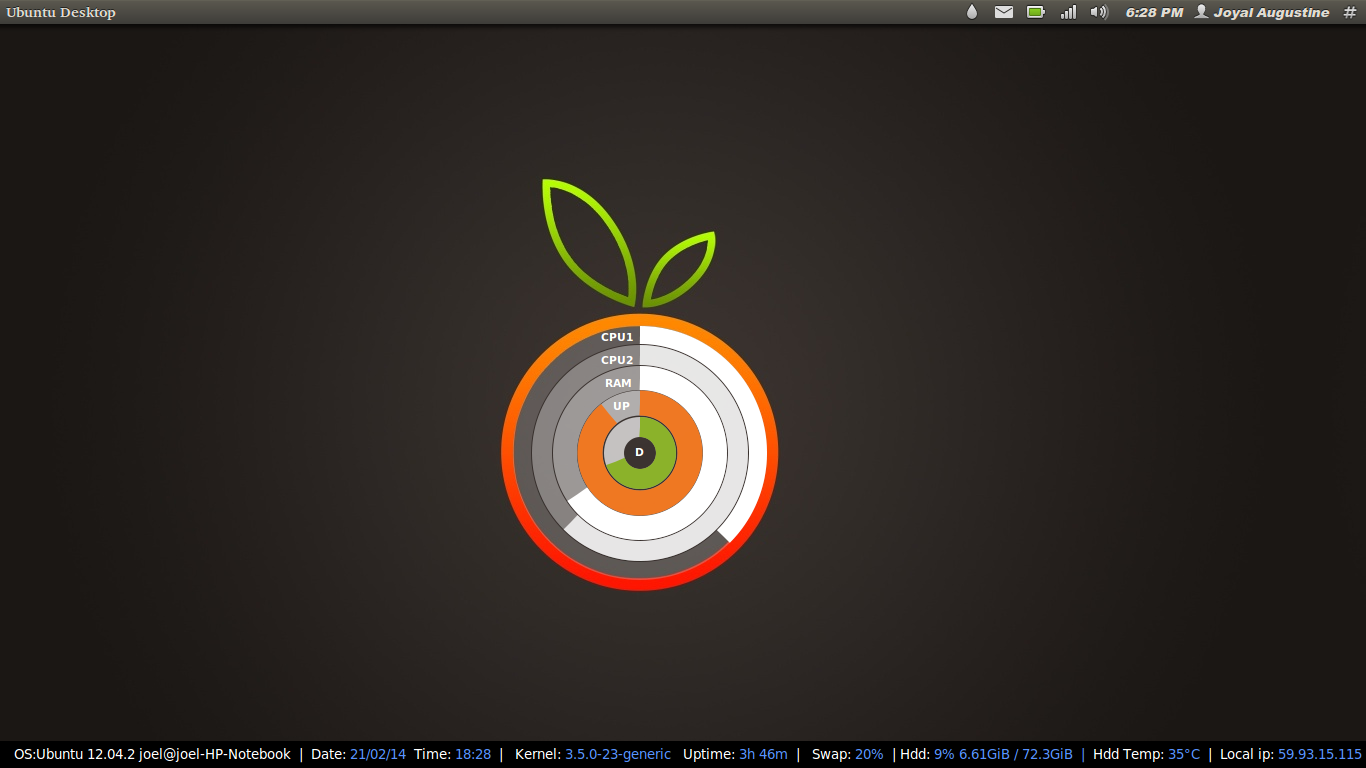
Ubuntuで動作するConky
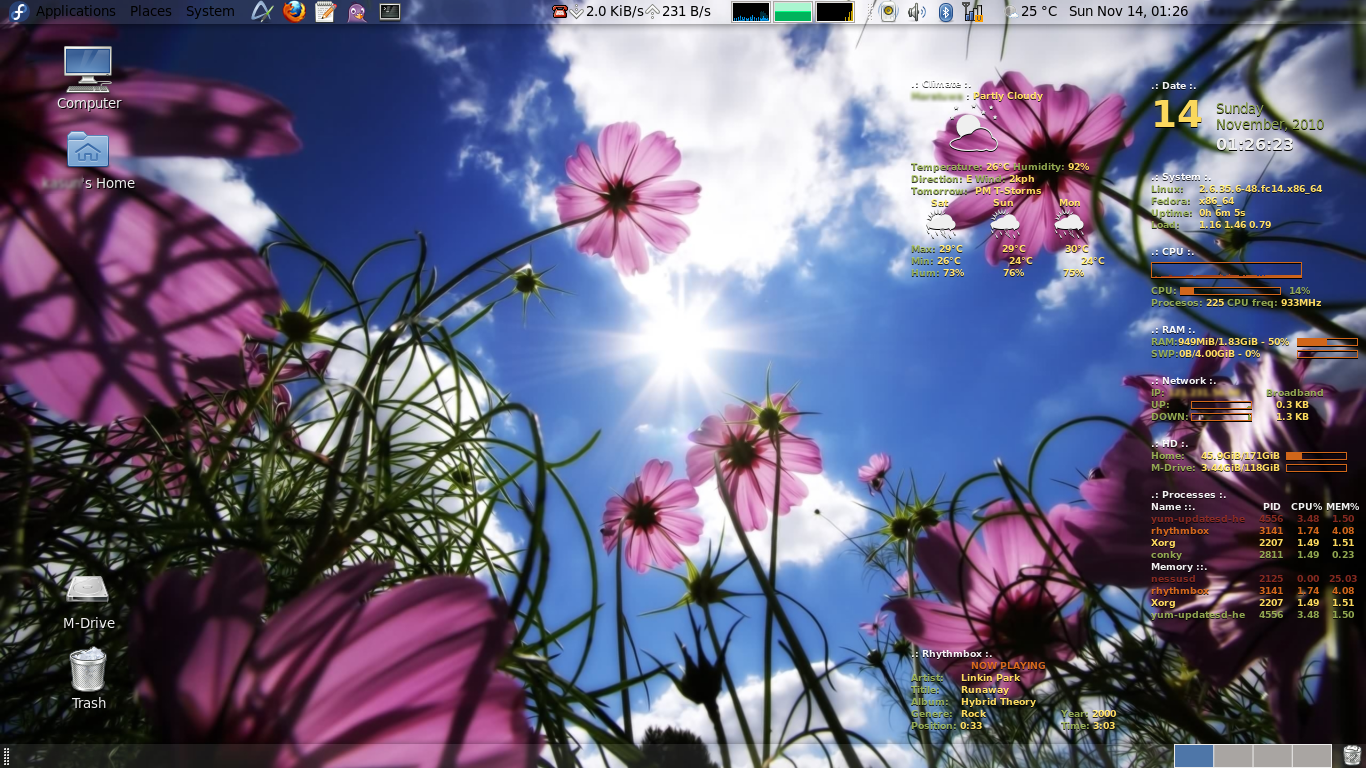
Fedoraで動作するConky
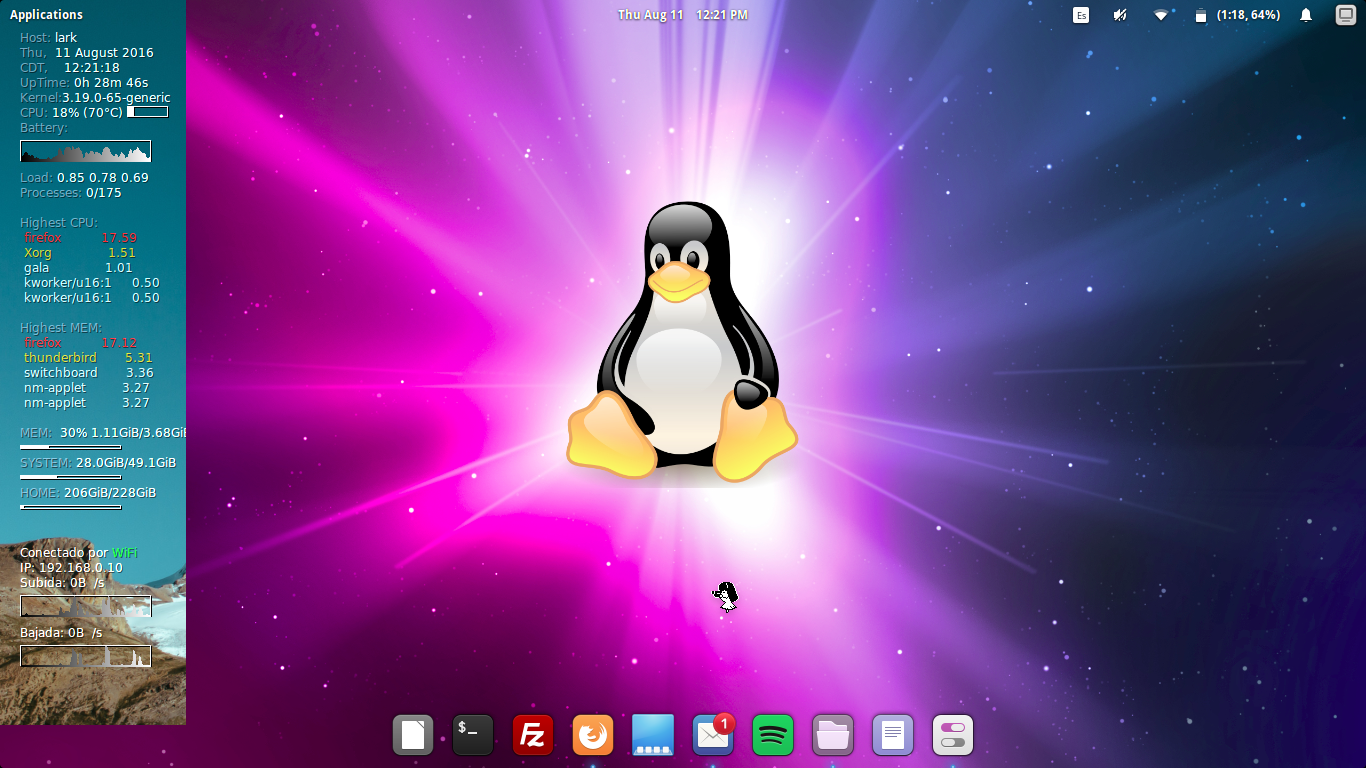
elementary OSで動作するConky